# Шупосі (Красноармійський район)
Шупо́сі (рос. Шупоси, чув. Шупуç) — присілок у складі Красноармійського району Чувашії, Росія. Входить до складу Пікшицького сільського поселення.
Населення — 70 осіб (2010; 79 у 2002).
Національний склад:
- чуваші — 96 %